# 아부 무사브 알자르카위

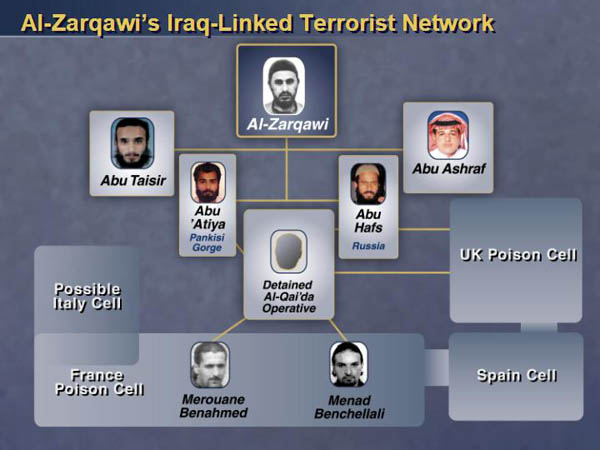
알자르카위와 연계가 의심되는 테러리스트 네트워크 조직도

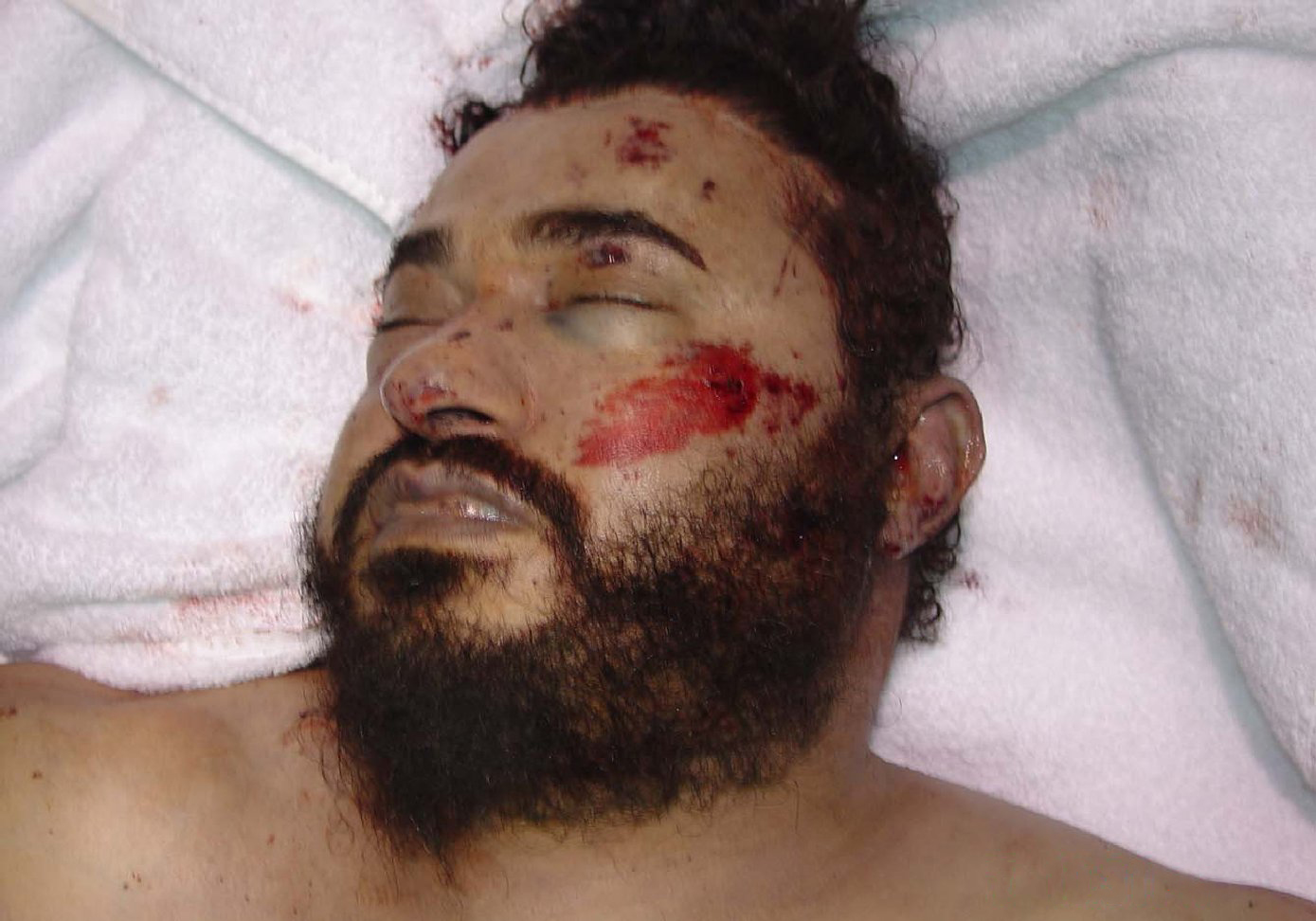
미국 정부가 공개한 자르카위 사망 확인 사진

아부 무사브 알자르카위(영어: Abu Musab al-Zarqawi, 아랍어: أبو مصعب الزرقاوي (1966년 10월 30일 ~ 2006년 6월 7일))은 요르단 태생의 살라프파 테러리스트이다. 본명은 아흐메드 파델 나잘 알할라일레(아랍어: أحمد فضيل النزال الخلايلة). 이라크의 무장 단체인 유일신과 성전(후에 이름을 알카에다 이라크 지부로 변경)를 지휘해 자폭 테러, 외국인 납치, 살해 등을 주도하였다.

## 생애
알 자르카위는 요르단 자르카 출생으로, 1980년 아프가니스탄 전쟁에 참전하였으며 무자헤딘과 함께 소련에 대항해 싸웠다.
전쟁이 끝나고 1992년 요르단에 귀국해 왕정을 전복시키려는 과격파 이슬람주의 운동에 참여하였으며, 이를 목적으로 다양한 테러리스트들과 점조직 네트워크를 형성했다. 그의 네트워크는 1999년 요르단과 미국에서 열린 밀레니엄 기념 행사에서 폭탄을 터뜨리려고 한 테러 시도 사건과 연관이 있다. 2001년 미국의 아프가니스탄 침공 이후 그는 이라크 북부 지역으로 숨어들었다. 그의 점조직은 요르단에서 일어난 미국 외교관 로렌스 폴리 암살의 배후로 미국의 추적을 받고 있었다.
미국의 2003년 이라크 침공 이후 2004년 이라크에서 유일신과 성전(알타우히드 왈 지하드; 후에 알카에다에 충성 서약하고 이름을 탄짐 카에다트 알지하드 피 발라드 알라피다인 또는 알카에다 이라크 지부로 개칭)을 세우고 그의 광범위한 연락망을 기반으로 여러 저항세력을 포함한 분산형 무장 조직을 주도하였다. 그는 본래 같은 무슬림에 대한 폭력을 정당화하는 극단적인 사상으로 인해 오사마 빈라덴과 갈등을 겪었다고 전해지나 2004년에는 빈라덴의 알카에다에 충성을 맹세하게 되었다. 2006년 6월 7일 미군의 공습을 받아 7명의 다른 보좌진들과 함께 사망하였다.

## 참고
- 월드피플-최후 맞은 이슬람 전사 ‘알자르카위’